# Cassida subreticulata
Cassida subreticulata är en skalbaggsart som beskrevs av Christian Wilhelm Ludwig Eduard Suffrian 1844. Cassida subreticulata ingår i släktet Cassida, och familjen bladbaggar. Arten har ej påträffats i Sverige.